# عقبة (اسم)
عقبة هو اسم علم مذكر من أصل عربي، ومعناه هو له معانٍ عدة منها النوبة؛ يقال: «تمت عقبتك» أي نوبتك البدل؛ يقال "«أخذت عقبةً» أي بدلًام ا يعقب من الأطعمة المنوعة الخفيفة بعد الطعام والذي يقال له «دسير» الليل والنهار لأنهما يتعاقبان البقية من الأهل الدولة الإبل يرعاها راعيها الطريقالوعر في الجبلوالشي البقية من مرق ترد مع القدر المستعارة وعقبة بن نافع قائد الفتوح في الشم ال الإفريقي ( ت 63هـ).

## شخصيات تحمل الاسم
- عقبة بن أبي معيط ( – 624)
- عقبة بن الحجاج السلولي ( – 741)
- عقبة بن عامر الجهني ( – 678)
- عقبة بن عامر بن نابي
- عقبة بن عمرو السهمي
- عقبة بن نافع (قائد عسكري وإسلامي بارز في عهد الدولة الأموية، 622 – 683)
- عقبة بن وساج (تابعي بصري، وأحد رواة الحديث النبوي)
- عقبة بن وهب بن كلدة (صحابي أحد السبعين الذين بايعو النبي محمد شهد العقبتين بدر وأحد)

## وصلات خارجية
- موسوعة السلطان قابوس لأسماء العرب نسخة محفوظة 5 أبريل 2019 على موقع واي باك مشين.